# Club Cerro Porteño
Der Club Cerro Porteño ist ein Sportverein aus dem Barrio Obrero in Asunción, der Hauptstadt von Paraguay. Der Klub wurde 1912 gegründet und ist mit 34 nationalen Meistertiteln neben seinem Erzrivalen Club Olimpia, gegen den der Superclásico del Fútbol Paraguayo bestritten wird, historisch das erfolgreichste Team im paraguayischen Fußball. Die Basketballmannschaft gewann zu Beginn der 1960er Jahre zwei Meistertitel. Zudem wird im Verein Futsal und Handball betrieben.

## Fußball

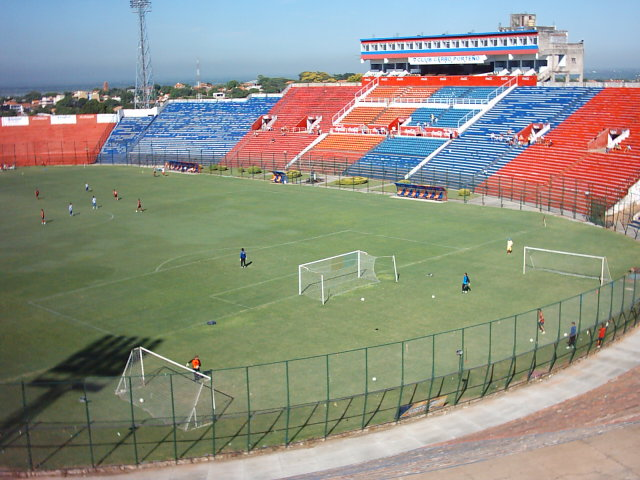
Olla Azulgrana

Cerro Porteño trägt seine Heimspiele im vereinseigenen  Estadio General Pablo Rojas, auch Olla Azulgrana oder kurz La Olla genannt, aus. Mit einer Kapazität von  35.000 Zuschauern ist es nach dem Estadio Defensores del Chaco das zweitgrößte Stadion Paraguays. Es ist nach einem ehemaligen Präsidenten des Clubs benannt. Während der Copa América 1999 wurde hier das Spiel Uruguay gegen Kolumbien (0:1) ausgetragen.

### Erfolge
- Fußballmeisterschaft von Paraguay: (29×) 1913, 1915, 1918, 1919, 1935, 1939, 1940, 1941, 1944, 1950, 1954, 1961, 1963, 1966, 1970, 1972, 1973, 1974, 1977, 1987, 1990, 1992, 1994, 1996, 2001, 2004, 2005
  - Apertura/Clausura: 2009 (Apertura), 2012 (Apertura),  2013 (Clausura), 2015 (Apertura), 2017 (Clausura), 2020 (Apertura), 2021 (Clausura)
- In der Copa Libertadores hat die Mannschaft bis 2021 insgesamt 322 Spiele bestritten und kam dabei sechsmal bis ins Halbfinale.[1]

### Kader 2025
Stand: 7. August 2025
| Nr. |                    | Position | Name                |
| --- | ------------------ | -------- | ------------------- |
| 1   | Argentinien        | TW       | Alexis Martín Arias |
| 2   | Uruguay            | AB       | Fabricio Domínguez  |
| 5   | Paraguay           | MF       | Jorge Morel         |
| 7   | Vereinigte Staaten | MF       | Alan Soñora         |
| 8   | Argentinien        | ST       | Federico Carrizo    |
| 9   | Paraguay           | ST       | Luis Amarilla       |
| 10  | Paraguay           | ST       | Cecilio Domínguez   |
| 11  | Paraguay           | ST       | Juan Iturbe         |
| 13  | Argentinien        | AB       | Guillermo Benítez   |
| 14  | Paraguay           | AB       | Lucas Quintana      |
| 15  | Paraguay           | AB       | Blás Riveros        |
| 16  | Paraguay           | MF       | Fabrizio Peralta    |
| 17  | Paraguay           | ST       | Gabrie Aguayo       |
| 18  | Paraguay           | AB       | Bruno Valdez        |
| 20  | Paraguay           | MF       | Wílder Viera        |

| Nr. |             | Position | Name              |
| --- | ----------- | -------- | ----------------- |
| 21  | Argentinien | ST       | Sergio Araujo     |
| 22  | Argentinien | AB       | Matías Pérez      |
| 23  | Paraguay    | AB       | Gustavo Velázquez |
| 25  | Paraguay    | TW       | Roberto Fernández |
| 26  | Paraguay    | MF       | Piris da Motta    |
| 27  | Argentinien | ST       | Jonatan Torres    |
| 28  | Paraguay    | MF       | Alexis Fariña     |
| 30  | Paraguay    | MF       | Gastón Giménez    |
| 31  | Argentinien | ST       | Ignacio Aliseda   |
| 32  | Paraguay    | MF       | Nelson Eliseche   |
| 33  | Paraguay    | AB       | Rodrigo Gómez     |
|     | Argentinien | AB       | Abel Luciatti     |
|     | Paraguay    | AB       | Rodrigo Melgarejo |
|     | Paraguay    | AB       | Luis Vargas       |
|     | Paraguay    | ST       | Freddy Nogueira   |

### Bekannte Spieler
- Cyrille Florent Bella
- Marcelo Estigarribia
- Carlos Gamarra
- Darío Jara Saguier
- Geremi Njitap
- Cayetano Ré
- Julio dos Santos
- Estanislao Struway
- Nelson Valdez
- Pablo Zeballos

### Trainer
| Name des Trainers      | Zeitraum                | Bemerkung |
| ---------------------- | ----------------------- | --- |
| Néstor „Pipo“ Rossi    | ?                       | |
| Salvador Breglia       | 1970er                  | • 1972: Fußballmeisterschaft von Paraguay • 1973: Copa República • 1974: Fußballmeisterschaft von Paraguay • 1977: Fußballmeisterschaft von Paraguay |
| Oscar Malbernat        | 1984                    | |
| Ferenc Puskás          | 1986                    | |
| Valdir Espinosa        | 1987–1988               | |
| Sergio Markarián       | 1990–1991               | |
| Paulo César Carpegiani | 1991–1992               | |
| Paulo César Carpegiani | 1994–1995               | |
| Carlos Kiese           | 1996                    | • 1996: Fußballmeisterschaft von Paraguay |
| Jorge Fossati          | 1997                    | |
| Carlos Kiese           | 1998                    | |
| Gerardo Martino        | 2004                    | |
| Gustavo Costas         | 2005–2006               | |
| Osvaldo Ardiles        | 2008                    | |
| Pedro Troglio          | 2008–2010               | |
| Javier Torrente        | 2011                    | |
| Mario Grana            | 2011–2012               | |
| Jorge Fossati          | Mai 2012 – Februar 2013 | |
| Francisco Arce         | 2013–2014               | |
| Leonardo Astrada       | 2014–2015               | |
| Roberto Ismael Torres  | 2015                    | |
| César Farías           | 2016                    | |
| Gustavo Morínigo       | 2016                    | |
| Leonel Álvarez         | 2017–2018               | |
| Luis Zubeldía          | 2018                    | |
| Fernando Jubero        | 2018–2019               | |
| Miguel Ángel Russo     | 2019                    | |
| Víctor Bernay          | 2019                    | |
| Francisco Arce         | 2019–                   | |

## Basketball
Cerro Porteño hatte auch eine Basketball-Mannschaft, die in der Liga de Baloncesto Metropolitana spielte und zwei Meisterschaften gewann.

### Erfolge
- Liga de Baloncesto Metropolitana: 1962, 1963